# Зимни олимпийски игри 1932
Третите зимни олимпийски игри се провеждат в Лейк Плесид, САЩ от 4 до 15 февруари 1932 г. Другите градове, кандидатирали се за домакинство, са Монреал, Йосемити, Лейк Тахо, Дулут, Минеаполис и Денвър.
През 1932 в света и най-вече в САЩ все още Голямата депресия не е отминала. Икономическата криза принуждава скандинавските нации да изпратят малък брой състезатели. Швеция изпраща 12 състезатели, Финландия – седем. Турнирът по хокей на лед се провежда само с четири отбора – тези на Канада, САЩ, Германия и Полша. 
Състезанията по бързо пързаляне с кънки се провеждат по тогава приетите в САЩ правила, според които всички състезатели стартират едновременно, за разлика от приетите в Европа правила, където състезанията са по време. САЩ печели всички четири златни медала в бързото пързаляне с кънки. 
Градчето Лейк Плесид (под 4000 жители) не може да построи улея за бобслей поради липса на пари, но президентът на организационния комитет Годфри Деу отпуска средства от бюджета на семейството си.

## Рекорди
- Американецът Еди Ийгън става първият човек, спечелил златен медал на летни и зимни олимпийски игри.
- Норвежката Соня Хени печели втория си златен медал във фигурното пързаляне след олимпиадата през 1928 на 19-годишна възраст.

## Медали
| Витрина |           |       |        |       |      |
| Място   | Държава   | Злато | Сребро | Бронз | Общо |
| 1       | САЩ       | 6     | 4      | 2     | 12   |
| 2       | Норвегия  | 3     | 4      | 3     | 10   |
| 3       | Швеция    | 1     | 2      | 0     | 3    |
| 4       | Канада    | 1     | 1      | 5     | 7    |
| 5       | Финландия | 1     | 1      | 1     | 3    |
| 6       | Австрия   | 1     | 1      | 0     | 2    |
| 7       | Франция   | 1     | 0      | 0     | 1    |
| 8       | Швейцария | 0     | 1      | 0     | 1    |
| 9       | Германия  | 0     | 0      | 2     | 1    |
| 10      | Унгария   | 0     | 0      | 1     | 1    |

## Дисциплини
| - Бобслей - Хокей на лед - Фигурно пързаляне - Ски бягане | - Бързо пързаляне с кънки - Северна комбинация - Ски скокове |